# Gerardo Bujanda Sarasola
Gerardo Bujanda Sarasola (San Sebastián, 25 de agosto de 1919-Ibidem., 4 de septiembre de 2019) fue un político español de ideología nacionalista vasca que participó en la Guerra Civil en defensa de la República y que, superada ésta por el gobierno posterior, fue elegido diputado en dos ocasiones.

## Biografía
Al comenzar la guerra civil española en julio de 1936, era militante de Euzko Gaztedi Indarra, la organización juvenil del Partido Nacionalista Vasco (PNV), y se enroló como voluntario en el batallón Saseta que formó parte del Eusko Gudarostea, la organización militar del gobierno vasco que combatió a los militares sublevados. 
A raíz del Pacto de Santoña de agosto de 1937 con la rendición del ejército vasco, fue hecho prisionero. Los siguientes cuatro años los pasó entre campos de prisioneros y penales, donde fue obligado a trabajos forzados; posteriormente los siguientes cinco años permaneció deportado en las colonias españolas en el norte de África. 
Cuando pudo regresar a la España en 1946, comenzó a trabajar como administrativo y mantuvo su militancia clandestina en el Partido Nacionalista Vasco. En aquellos años fue uno de los principales dirigentes del PNV junto con Juan de Ajuriaguerra Ochandiano, Josu Solaun y José María Lasarte Arana. 
Durante la Transición democrática en España tras el final de la era franquista, participó en la actividad política institucional y fue elegido diputado al Congreso en las elecciones constituyentes de 1977 y en las de 1979 por la circunscripción de Guipúzcoa.